# Vérité apparente
Vérité apparente (The Invisible Circus) est un film dramatique réalisé par Adam Brooks. Il est sorti le 26 janvier 2001 aux États-Unis. Le scénario est tiré d'un roman de Jennifer Egan.

## Synopsis
À la fin de ses études, Phoebe décide de partir pour l'Europe afin de découvrir la raison qui a poussé sa sœur, Faith, à se suicider, huit ans plus tôt. Elle va alors traverser la France, l'Espagne et le Portugal et ainsi, mieux connaître sa défunte sœur.

## Fiche technique
- Titre original : The Invisible Circus
- Titre français : Vérité apparente
- Réalisateur et Scénariste : Adam Brooks
- Producteur :  Julia Chasman et  Nick Wechsler
- Directeur de la photographie : Henry Braham
- Musique : Petra Haden et Nick Laird-Clowes
- Scripte : Claudine Strasser
- Durée : 93 min.
- Format : couleur
- Dates de sortie :
  -  États-Unis : 26 janvier 2001

## Distribution
- Cameron Diaz : Faith O'Connor
- Jordana Brewster : Phoebe Brewster
- Christopher Eccleston : Wolf
- Blythe Danner : Gail
- Patrick Bergin : Gene
- Moritz Bleibtreu : Eric
- Isabelle Pasco : Claire
- Camilla Belle : Phoebe, jeune
- Ricky Koole : Nikki

## Production

### Tournage
Le tournage de The Invisible Circus s'est déroulé à Paris, Berlin et au Portugal en mai 1999 pour s'achever, comme dans le film, à San Francisco.